# Kanton Châtillon-sur-Chalaronne
Châtillon-sur-Chalaronne is een kanton van het Franse departement Ain. Het kanton maakt deel uit van het arrondissement Bourg-en-Bresse.

## Gemeenten
Het kanton Châtillon-sur-Chalaronne omvatte tot 2014 de volgende 16 gemeenten:
- L'Abergement-Clémenciat
- Biziat
- Chanoz-Châtenay
- Châtillon-sur-Chalaronne (hoofdplaats)
- Chaveyriat
- Condeissiat
- Dompierre-sur-Chalaronne
- Mézériat
- Neuville-les-Dames
- Romans
- Saint-André-le-Bouchoux
- Saint-Georges-sur-Renon
- Saint-Julien-sur-Veyle
- Sandrans
- Sulignat
- Vonnas

Na de herindeling van de kantons bij decreet van 13 februari 2014, met uitwerking op 22 maart 2015, zijn dat : 
- L'Abergement-Clémenciat
- La Chapelle-du-Châtelard
- Châtillon-sur-Chalaronne
- Condeissiat
- Dompierre-sur-Chalaronne
- Garnerans
- Genouilleux
- Guéreins
- Illiat
- Marlieux
- Mogneneins
- Montceaux
- Montmerle-sur-Saône
- Neuville-les-Dames
- Peyzieux-sur-Saône
- Romans
- Saint-André-le-Bouchoux
- Saint-Didier-sur-Chalaronne
- Saint-Étienne-sur-Chalaronne
- Saint-Georges-sur-Renon
- Saint-Germain-sur-Renon
- Saint-Paul-de-Varax
- Sandrans
- Sulignat
- Thoissey
- Valeins